# Erich Grube

Wannsee; Öl auf Leinwand

Erich Grube  (* 11. April 1890 in Berlin; † 30. Oktober 1952 in Frankfurt am Main) war ein deutscher Maler und Lehrer (Kunst).

## Leben
Erich Grube wurde als Sohn des Oberstaatssekretärs Richard Grube in Berlin geboren. Von 1908 bis 1910 bekam er privaten Unterricht bei Peter Behrens. Von 1909 bis 1912 studierte er an der Unterrichtsanstalt des Kunstgewerbemuseums Berlin (Kunstschule). 1912 legte er die Zeichenlehrerprüfung ab; 1914 wurde er in den Staatsdienst übernommen. Er ließ sich in Frankfurt am Main nieder, wo er bis zu seiner Pensionierung 1949 als Kunstlehrer an der Helmholtzschule tätig war. Der Marburger Maler Wolfgang A. Gabrian war sein Schüler.
Erich Grube war mit Ella geb. Roch (* 18. April 1893 in Bautzen; † 10. Februar 1975 in Frankfurt am Main) verheiratet.

## Werk
Das Werk Grubes zeigt Situationen in Frankfurt und vereinzelt in Berlin. 1918 hielt er eine revolutionäre Großdemonstration im Frankfurter Ostpark in einem Gemälde fest. Dieses Werk befand sich im Historischen Museum in Frankfurt und wurde 1944 zerstört.

### Einzelne Werke (Auswahl)
- Selbstbildnis, 1910
- Revolutionäre Volksversammlung im Ostpark am 9. November 1918, Öl auf Malpappe, 39 × 31
- Kircheninterieur mit Blick auf ein barockes Chorgestühl, 1924, Öl auf Leinwand 74 × 60
- Mainwasser mit Booten im Hintergrund   Öl auf Leinwand, 38 × 48
- Flußlandschaft mit Booten am Industriehafen  Öl auf Leinwand, 60 × 75
- Stadtwald (Herbstlicher Waldweg), Öl auf Leinwand, 50 × 40
- Blumenstrauß in Steingutvase I (Bembel), Öl auf Malpappe
- Blumenstrauß in Steingutvase II (Bembel)
- Landschaft bei Frankfurt, Öl auf Leinwand, 80 × 100